# Вікі Райт
Вікі Райт (15 серпня 1993 , Дамфріс ) — британська керлінгістка, олімпійська чемпіонка, чемпіонка Європи. 